# بيدرو مانويل كولون دي برتغال
بيدرو مانويل كولون دي برتغال (بالإسبانية: Pedro Manuel Colón de Portugal)‏ هو مستكشف وعسكري إسباني، ولد في 25 ديسمبر 1651 في مدريد في إسبانيا، وتوفي بنفس المكان في 9 سبتمبر 1710.